# Katja Kippingová
Katja Kippingová (nepřechýleně Katja Kipping; * 18. ledna 1978, Drážďany) je německá politička, jež zastávala v letech 2012–2021 spolu se svým stranickým kolegou Berndem Riexingerem funkci předsedy německé levicové strany Die Linke.

## Životopis
Po složení maturitní zkoušky v roce 1996 na gymnáziu v rodných Drážďanech vystudovala v magisterském stupni následně slavistiku, amerikanistiku a právní vědu na Technické univerzitě v Drážďanech. V roce 1998 vstoupila do německé Strany demokratického socialismu (PDS), o sedm let později se již stala členkou Německého spolkového sněmu.
Katja Kippingová je vdaná, v roce 2011 porodila svému manželovi, politologovi Koljovi Möllerovi, dceru.